# Der wandernde Stab

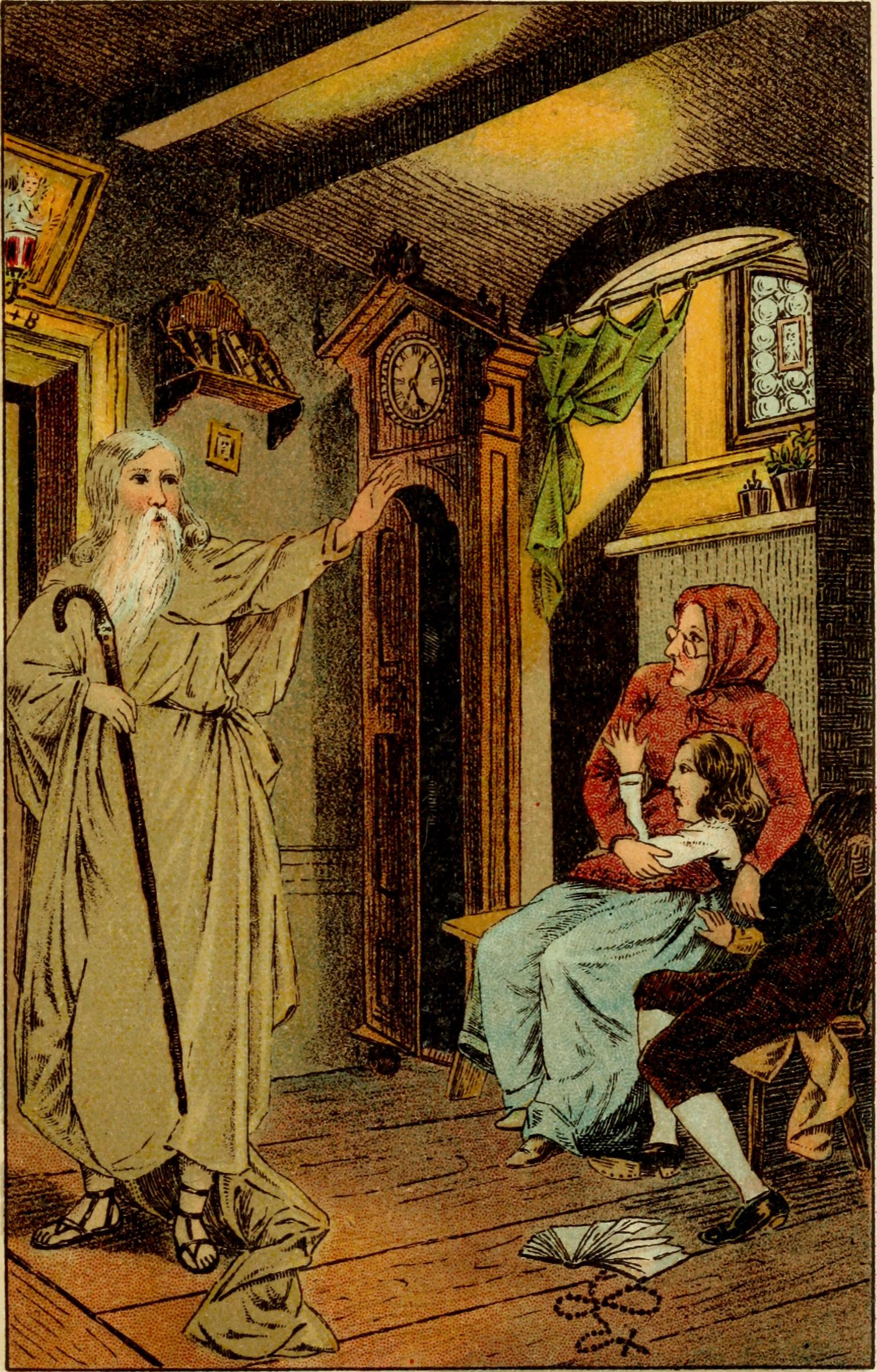
Illustration, 1890

Der wandernde Stab ist ein Märchen (AaTh 777). Es steht in Ludwig Bechsteins Neues deutsches Märchenbuch an Stelle 32 und basiert auf Klaus Groths Gedicht Der Pukerstock von 1853.

## Inhalt
Ein ausgezehrter Wanderer stellt seinen Stab bei der Wirtin ins Eck. Ihr junger Sohn kommt und versteckt ihn im Uhrenkasten. Ab da zwingt ihn der Stab jeden Freitag zum Wandern und überall sieht er die Nöte und Krankheit der Leute voraus. Er magert ab, ist dem Tode nahe. Der Stab lässt sich nicht einschließen noch zerstören. Eines Nachts erzählt der Stab dem Jungen, wie alt er schon ist und schon St. Jakob gehörte. Der Fremde kommt und holt den Stab wieder ab.

## Herkunft

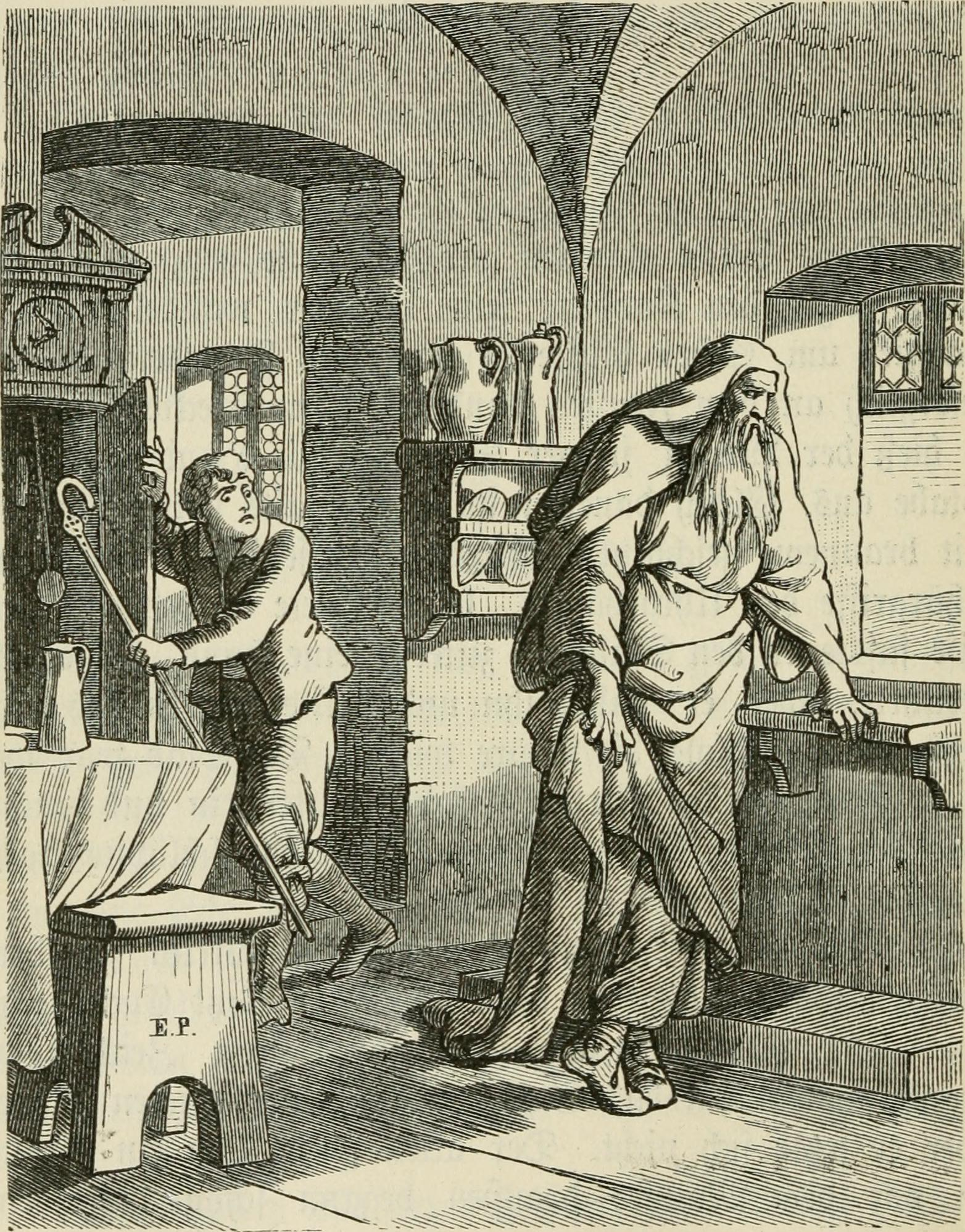
Illustration, 1890

Bechstein fand das Märchen im Morgenblatt für gebildete Leser, 1856. Es basiert auf Klaus Groths Gedicht Der Pukerstock von 1853. Das plattdeutsche Gedicht wiederholt das Motiv krankhafter Rastlosigkeit, ohne die Handlung.
Vgl. Maria Luise Weissmanns Gedicht Der wandernde Stab (1923).